# Congregação Franciscana da Penitência
A Congregação Franciscana da Penitência (em inglês: Society of Atonement, sigla S.A.), também conhecida como Comunidade dos Irmãos e Irmãs da Penitência é uma congregação católica (inicialmente episcopaliana) do ramo franciscano fundada por Paul Wattson com a participação da irmã Lurana White que tem por fim a União Visível da Igreja de Cristo. Iniciou a Semana de Oração pela Unidade dos Cristãos(pt-BR) ou Oitavário pela Unidade da Igreja(pt-PT?) que dura de 18 (festa da Cátedra de Pedro) a 25 de janeiro (festa da Conversão de São Paulo).

## Gérmen da Congregação
O Reverendo Joseph Newton Wattson, pai do fundador, narrou a seu filho: "Encontrava-me na catedral católica de Baltimore quando Walworth, um padre paulino, dirigiu a palavra a uma numerosa assembleia de homens que se aglomerava diante das portas. Sabes, Warwolth e eu éramos ambos estudantes no General Theological Seminary…Aquilo de que temos necessidade na Igreja Episcopal é uma ordem de pregadores, como a dos paulinos."
E, repentinamente, o menino de dez anos (era o que contava na época o, então, Lewis Wattson) ouviu uma voz interior que lhe dizia: "É isto que um dia farás: fundarás uma ordem de pregadores, como a dos paulinos."

## O Nome
No domingo 9 de julho de 1893, o Reverendo Lewis T. Wattson, então reitor da igreja espiscopal de São João em Kingston, NY, abriu a Bíblia King James Version com uma finalidade específica: encontrar nas suas páginas um nome para a Comunidade religiosa que era, por Deus, incitado a fundar.
Leu o versículo 11 do capítulo 5 da Carta de São Paulo aos Romanos que reza:
| “ | E não é apenas isto. Também nos gloriamos em Deus, por meio de Nosso Senhor Jesus Cristo, de Quem agora obtivemos a reconciliação | ” |

| “ | And not only, but we also joy in God through our Lord Jesus Christ, by whom we have now received the atonement | ” |

Dividida por sílabas, a palavra inglesa é lida at-one-ment (pt:sob uma mente, um só propósito).

## Fundação
Lurana White, devota noviça da Comunidade religiosa episcopal do Santo Menino Jesus de Albany, em Nova York, escreveu na primavera de 1897 ao Pe. Wattson, então Superior de uma comunidade em Omaha, Nebraska. Ainda não o conhecia, mas escrevera-lhe porque tinha-lhe ouvido falar que apoiava uma "muito elevada Igreja" e tinha sido um tenaz promotor do rito e do ensinamento católico quando reitor da igreja episcopal de São João, NY.
Lurana falava em sua carta da grande vontade que sentia de entrar numa comunidade religiosa com voto de pobreza segundo o espírito franciscano - santo venerado, também, na Igreja Anglicana. Deu-se início ao longo período de correspondências nas quais o Pe. Wattson revela o desejo que o Espírito Santo incutira em seu coração, de fundar uma comunidade religiosa que tivesse por finalidade a unidade dos cristãos e a obra missionária.
Encontraram-se pela primeira vez em outubro de 1898, em retiro. No encerramento, ao terceiro dia, firmaram um acordo com Deus de fundarem a Comunidade dos Irmãos e Irmãs da Penitência (en: Society of Atonement). Deram um ao outro um crucifixo que, conforme narrou posteriormente a irmã White, "representou a oblação total de nós mesmos nas mãos de Deus, em vista da fundação da Comunidade do Atonement".
A irmã sugeriu, para começar, o nome de uma cidade não muito distante de Garrison onde, segundo alguns de seus amigos, havia uma pequena igreja abandonada. Como São Francisco tinha iniciado a sua vocação ouvindo as palavras: "Agora vai, Francisco, e repara a minha Igreja que está em ruinas!", do mesmo modo era oportuno começar a nova comunidade na igreja de São João da Solidão, um pequeno templo abandonado na região de Graymoor.
O padre Wattson emitiu os votos, assumindo o nome de Paul James Francis (pt: Paulo Tiago Francisco). Lurana fez o mesmo, mas conservou seu nome de batismo.

## Período Anglicano (até 1909)
Na opinião do Padre Paul e da Madre Lurana, a Única Igreja de Cristo encontrava a sua continuidade na Igreja Católica, na Comunhão Anglicana e na Igreja Ortodoxa. Cada uma delas era a verdadeira Igreja de Cristo e enquanto cada confissão representava uma sua manifestação, tanto a Comunhão Anglicana quanto a Igreja Ortodoxa sofriam por causa da ruptura com a Sé de Pedro que, para ambos, representava, por vontade Divina, a unidade da Igreja.
A oração e o pensamento predominantes do Atonement voltavam-se para a "amada Comunhão Anglicana" que, ansiavam, deveria reunificar-se corporativamente à Igreja de Roma.
Em outubro de 1900, Madre White pergunta ao Padre Paul: "O senhor dá-se conta dos riscos das repercussões, dos ostracismos e dos perigos que exporá a Comunidade do Atonement, ao empreender tal propaganda?", que responde: "Sim, dou-me conta disto. Não obstante, se o nosso testemunho nascer de Deus, mais cedo ou mais tarde há de prevalecer, mesmo que mundo inteiro se pusesse contra nós"!
Numa pregação proferida no dia 28 do mesmo mês, o padre afirmava que a fé, transmitida pelos santos de uma vez para sempre, não era outra senão a fé da Santa Igreja Católica Romana e que a Cátedra de Pedro é o centro de toda cristandade. E concordavam os fundadores sobre a doutrina da infabilidade papal, a jurisdição universal de jure divino do sucessor de Pedro, o Papa, e a  Imaculada Conceição da Virgem Maria. Por outro lado, estavam persuadidos que o ensinamento de Leão XIII acerca da validade da ordenação anglicana (Apostolicae Curae de 1896) não era irrevogável.